# Oświetlenie podstawowe
Oświetlenie podstawowe – oświetlenie elektryczne wewnętrzne lub zewnętrzne, zasilane z podstawowego źródła energii, zapewniające w danym miejscu wymagane warunki oświetlenia przy normalnej pracy urządzeń oświetleniowych.